# Heures Taymouth
Les Heures Taymouth sont un livre d'heures enluminé en Angleterre vers 1325-1335. Il a longtemps appartenu aux Campbell de Breadalbane dans leur château de Taymouth en Écosse, qui a donné son nom au manuscrit. Il est actuellement conservé à la British Library sous la cote Yates Thompson 13.

## Historique
Le commanditaire du manuscrit n'est pas connu avec précision mais l'iconographie suggère une femme d'origine royale. Plusieurs noms ont été avancés : Jeanne d'Angleterre, la fille d'Édouard II, qui s'est mariée avec David II d'Écosse en 1328, ou alors Philippa de Hainaut, l'épouse d'Édouard III, ou encore Isabelle de France, la femme d'Édouard II. Selon l'étude de Kathryn A Smith, il pourrait s'agir d'un cadeau offert par Philippa de Hainaut à la petite sœur d'Édouard III, sa belle-sœur Aliénor d'Angleterre, alors âgée de 13 ans, à l'occasion de ses fiançailles avec Renaud II de Gueldre en 1331. Un document indique en effet que Philippa a commandé des heures de la Vierge à un certain Richard d'Oxford qui pourraient être les Heures Taymouth. Cela reste cependant au stade de l'hypothèse.
Le manuscrit a appartenu par la suite à un membre de la famille Neville, leurs armes ayant été repeinte sur un blason représenté au folio 151. Il se trouve sans doute dès le XVIe siècle entre les mains d'un propriétaire écossais. Des annotations en Gaélique écossais ont été ajoutées aux folios 60 et 89. Il pourrait avoir appartenu à Sir Colin Campbell de Glenorchy au XVIe siècle puis, au XVIIe ou au XVIIIe siècle, à ses descendants, les comtes Campbell de Breadalbane (en), leurs armes ayant été placées sur la reliure à cette époque. L'ouvrage est conservé dans leur bibliothèque du château de Taymouth (en), dans les Highlands. En 1866, le 6e comte de Breadalbane l'échange avec le 4e comte d'Ashburnham contre une image de chasse. Bertram Ashburnham (en), 5e comte d'Ashburnham, vend toute la collection de manuscrits de son père en mai 1897 au collectionneur Henry Yates Thompson. La femme de ce dernier fait don de sa collection au British Museum en 1941. Il est entré depuis dans les collections de la British Library,.

## Description
Il s'agit d'un manuscrit contenant la liturgie des heures à l'usage de Sarum. Il est décoré de 397 miniatures et scènes de bas de pages, soit des décorations à toutes les pages. Se distinguent notamment 24 petites miniatures rondes décorant le calendrier du livre puis 24 miniatures illustrant le manuscrit. Les pages sont toutes décorées d'un liseré. Le manuscrit est surtout connu pour ses scènes qui décorent tous les bas de page. 

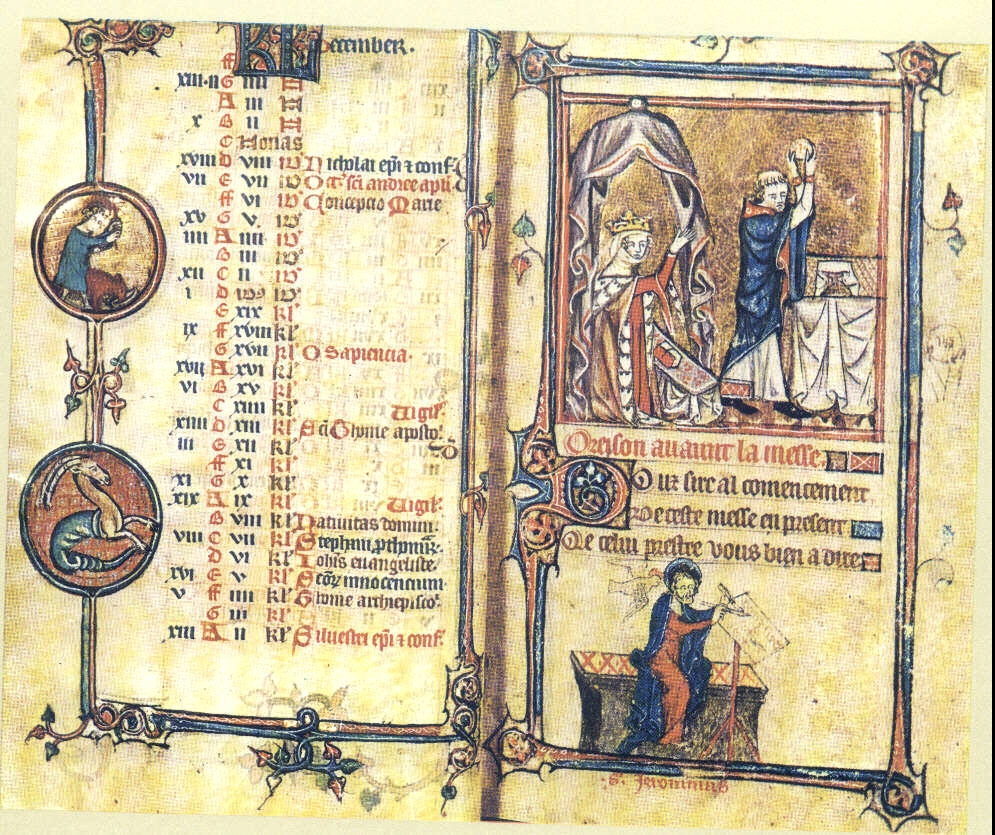
Dernière page du calendrier.
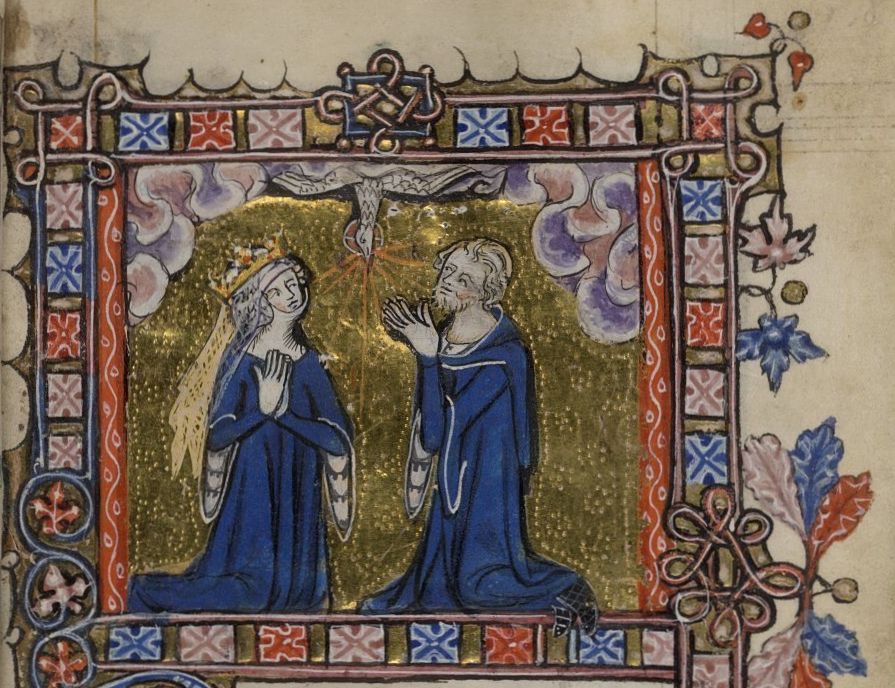
La destinataire du manuscrit et son époux : Aliénor d'Angleterre et Renaud II de Gueldre ?
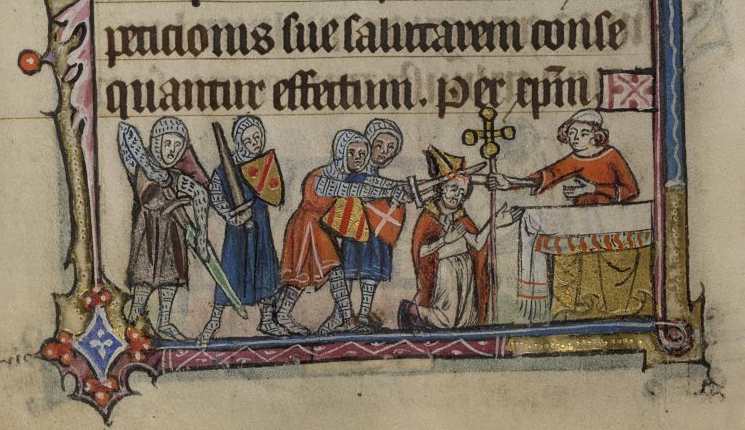
Scène de bas de page : le martyre de saint Thomas Becket.
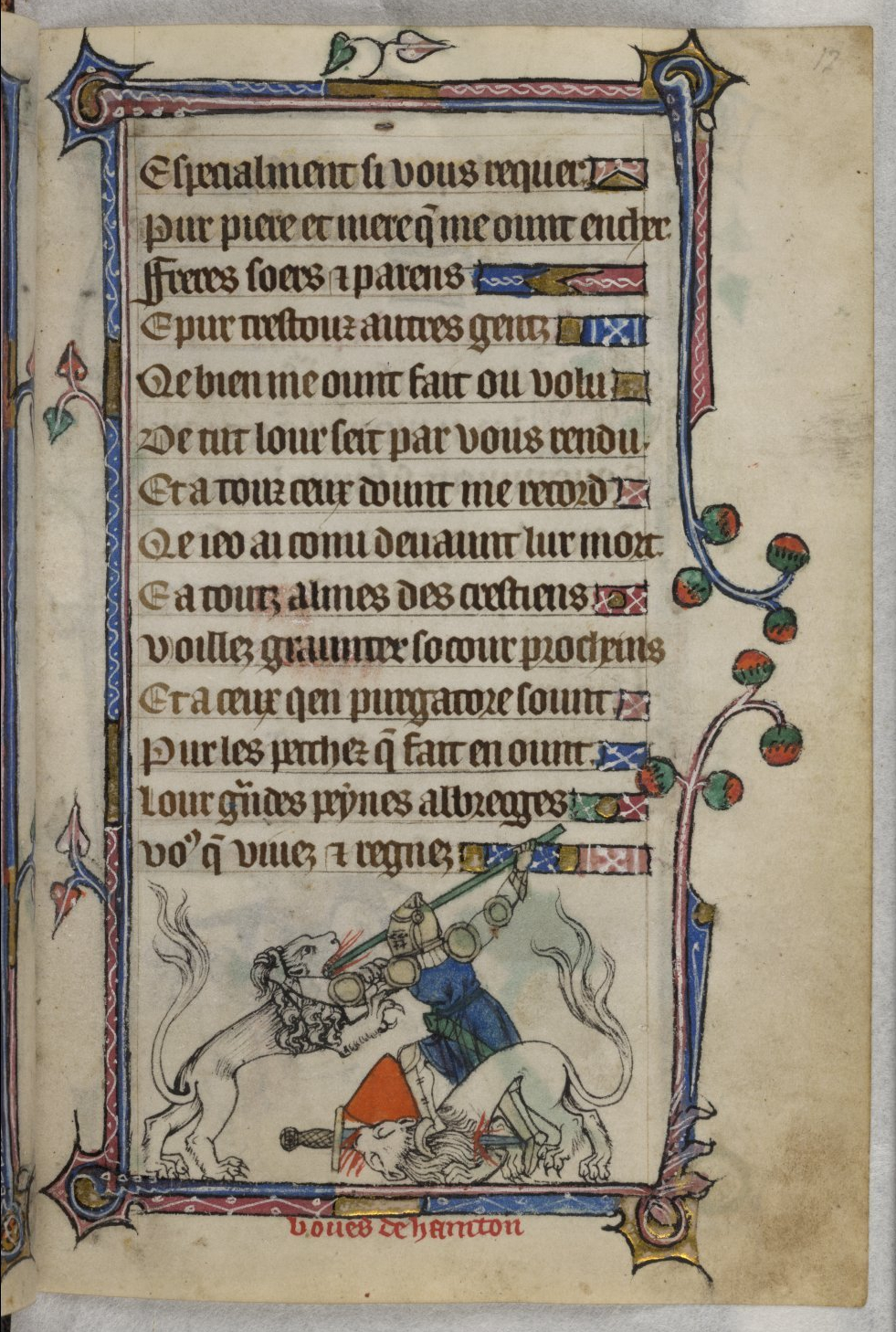
Beuve de Hanstone combattant des lions, f.12r.

Ces scènes de bas de page représentent aussi bien des histoires biblique, des histoires de saints mais aussi des scènes vernaculaires et des drôleries. Certaines scènes sont inspirées de chansons de gestes anglaises comme Beuve de Hanstone (f.8v-12r) et de Guy de Warwick (f.12v-17). Certains ont même tenté d'y voir dans certaines pages une allégorie du pouvoir féminin, le manuscrit ayant été décoré à l'époque de la régence d'Isabelle de France (1295-1358) pour le trône d'Angleterre entre 1327 et 1330.
Le manuscrit a effectivement été produit dans le milieu de la reine consort d'Angleterre, tout comme le Psautier de la reine Marie ou le Psautier d'Isabelle d'Angleterre. Sa décoration se rapproche surtout du manuscrit des Décrétales de Smithfield (BL, Royal 10 E IV), ou des Heures de Neville d'Hornby (BL, Egerton 2781) qui pourraient avoir été enluminés par le même artiste.